# San Martino Valle Caudina
San Martino Valle Caudina er en by i Campania, Italien med 4.764 (2023) indbyggere.